# テレツコイェ湖
テレツコイェ湖（テレツコイェこ、英: Lake Teletskoye、ロシア語: Телецкое озеро、南アルタイ語: Алтын Кӧл）は、ロシアのアルタイ共和国のアルタイ山脈にある湖。最大水深は325mで、世界で25番目に深い。
サヤン山脈とサイリュゲム山脈が交わるコルブ山とアル＝ティントゥ山のあいだの海抜434m（北緯51度31分45秒 東経87度42分53秒 / 北緯51.52917度 東経87.71472度）地点にあり、600mから1300mの山々に取り巻かれている。全長は78km、幅は5kmで、面積の割に水深がかなり深い。年に約348cmの水位変動があり、6mから14mの高い透明度をほこる。
およそ70本の小川と150本の涸れ川が流入するが、このうち最大の川はチュリシュマン川で、湖水の半分を運んでくる。湖水は湖からビヤ川として流れ出し、途中カトゥニ川と合流してオビ川となり海に注ぐ。
アルタイ自然保護区、カトゥン自然保護区、ウコク高原生物保護区にそれぞれ指定され、ユネスコの世界遺産にも「アルタイの黄金山地」の一部として登録されている。